# San de Fuca
San de Fuca az Amerikai Egyesült Államok északnyugati részén, Washington állam Island megyéjében elhelyezkedő önkormányzat nélküli település.